# MusicXML
MusicXML é um formato de arquivo de notação musical aberto, baseado em XML.
Foi desenvolvido pela Recordare LLC, baseado em diversos formatos acadêmicos existentes (como o MuseData do Walter Hewlett e o Humdrum do David Huron). Sua finalidade é propiciar o intercâmbio de diferentes formatos digitais de partituras, entre diferentes editores de partituras.
A versão 1.0 foi lançada em janeiro de 2004 e a versão 1.1, em maio de 2005 com melhorias no suporte a formatação. A versão 2.0 foi lançada em junho de 2007 e já incluía um padrão de compactação. Todas essas versões foram definidas por uma série de DTDs. Um esquema de validação (XSD) do W3C da versão 2.0 foi lançado em setembro de 2008.
A partir de setembro de 2009, o MusicXML passa a ser suportado em vários níveis por mais de 110 editores de partituras diferentes, incluindo:
- Os dois líderes de mercado, Finale e Sibelius. A exportação de arquivos MusicXML no Sibelius requer um plug-in adicional desenvolvido pela Recordare[1].
- A maioria do programas de OCR musical líderes de mercado[1][2].
- O sequenciador Cubase[1][3].
- Softwares livres como o MuseScore e o Rosegarden[4][5].

Os DTDs e XSDs do MusicXML são distribuídos sob Licença Pública do Formato MusicXML.

## Exemplo
Como todos os formatos baseados em XML, o MusicXML permite facilmente que ferramentas automáticas o analisem e manipulem. Embora seja possível criar arquivos MusicXML a mão, programas de edição de partituras como o Finale e o MuseScore simplificam muito a leitura, escrita e alteração de arquivos MusicXML.
O exemplo que segue é uma partitura que consiste em um única semibreve no dó central em dó maior e em quatro por quatro.

Representação do dó central na clave de sol criada com código MusicXML.

```
  
<?xml version="1.0" encoding="UTF-8" standalone="no"?>

  
<!DOCTYPE score-partwise PUBLIC

      "-//Recordare//DTD MusicXML 2.0 Partwise//EN"

      "<nowiki>
http://www.musicxml.org/dtds/partwise.dtd
</nowiki>
">

  
<score-partwise
 
version=
"2.0"
>

    
<part-list>

      
<score-part
 
id=
"P1"
>

        
<part-name>
Music
</part-name>

      
</score-part>

    
</part-list>

    
<part
 
id=
"P1"
>

      
<measure
 
number=
"1"
>

        
<attributes>

          
<divisions>
1
</divisions>

          
<key>

            
<fifths>
0
</fifths>

          
</key>

          
<time>

            
<beats>
4
</beats>

            
<beat-type>
4
</beat-type>

          
</time>

          
<clef>

            
<sign>
G
</sign>

            
<line>
2
</line>

          
</clef>

        
</attributes>

        
<note>

          
<pitch>

            
<step>
C
</step>

            
<octave>
4
</octave>

          
</pitch>

          
<duration>
4
</duration>

          
<type>
whole
</type>

        
</note>

      
</measure>

    
</part>

  
</score-partwise>

```